# ویلارد ویگان

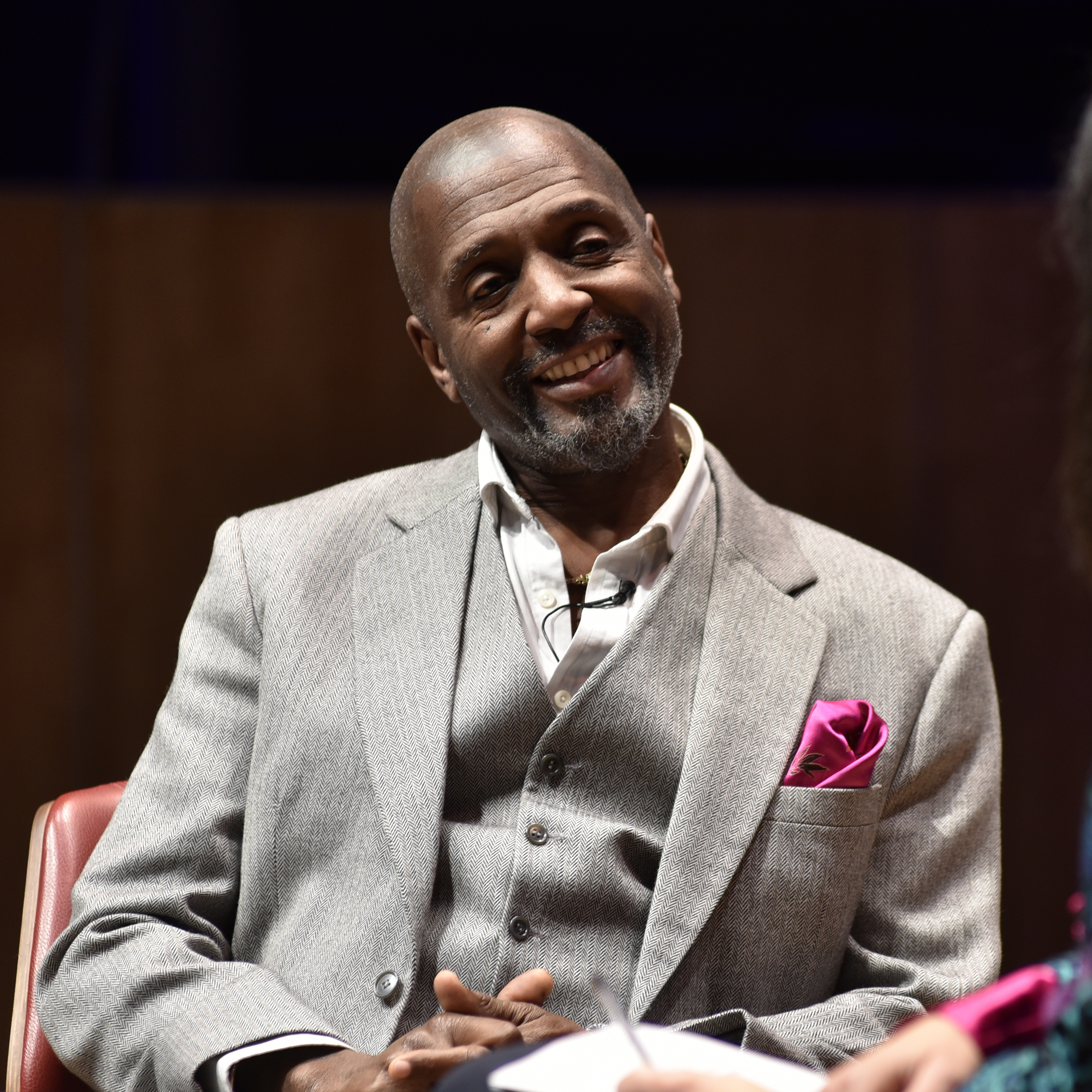
ویلارد ویگان، مجسمه‌ساز بریتانیایی - ۲۰۱۹

ویلارد ویگان، MBE (متولد ژوئن ۱۹۵۷) مجسمه‌ساز بریتانیایی که سازنده آثار میکروسکوپی است. مجسمه‌های او معمولاً در سر یک سوزن یا روی سر یک سنجاق قرار می‌گیرند. یک مجسمه منفرد می‌تواند به اندازه ۰٫۰۰۵ باشد میلی‌متر (۰٫۰۰۰۲) باشد.

## زندگی و کار
به عنوان کودکی که به بیماری دیسلکسی￼ا (خوانش پریشی) مبتلا بوده، توسط معلمان ابتدایی خود مورد تمسخر واقع می‌شده. ویگان آغاز علاقه خود به مجسمه‌سازی را، در سن ۵ سالگی برای فرار از دست معلمان و هم کلاسی‌ها می‌داند.
او می‌خواست به جهان نشان بدهد که هیچ چیز وجود ندارد؛ و همچنین نشان دهد اگر مردم قادر به مشاهده آثار او نیستند، پس نمی‌توانند از او انتقاد کنند. ویگان حتی تلاش خود را متمرکز بر ساخت آثار کرد که فقط قابل مشاهده با میکروسکوپ بودند.
در ژوئیه ۲۰۰۷، وی یک MBE ساخت. در ۳ فوریه، ۲۰۱۶ ویگان مهمان برنامه Midweek رادیو چهار بی‌بی‌سی بود. در ژانویه ۲۰۱۸، ویگان به دلیل قدردانی از سهم مهمی که در زمینه هنر و مجسمه‌سازی داشته، دکترای افتخاری را از دانشگاه وارویک دریافت کرد.

## نمایشگاه‌ها و تور آمریکا
در سال ۲۰۰۴، ویگان در گالری Artlounge آثاری را در بیرمنگام به نمایش گذاشت؛ که بعد به BBC Inside Out - South West خاطرنشان کرد: آثار به نمایش درآمده شامل "صحنه‌هایی از عیسی مسیح و آخرین شام است که هر یک از چهره‌های شخصی بزرگتر از مژه یا موی انسان نیست. در ارتفاع کمتر از یک صدم اینچ، کار دقیق و پر زحمتی است.
در سال ۲۰۰۹، ویلارد به عنوان سخنران مهمان در کنفرانس TED conference) … TED) .. در آکسفورد حضور یافت؛ و همچنین در سال بعد در برنامه The Tonight show with Conan o'brien، به عنوان مهمان در آمریکا حضور یافت.
در The Tonight show، مجسمه‌های خود را که درنوک یک سوزن ساخته شده بود توسط یک میکروسکوپ به نمایش گذاشت، یکی از باز آلدرین در لباس فضایی در کنار پرچم آمریکا و دیگری از ۵ شخصیت جنگ ستارگان.
ویگان همچنین توضیح داد که در تراشیدن یک دانه شن، گاهی از ضربان قلبش به عنوان چکش استفاده کرده‌است. پس از برگزاری نمایشگاه‌هایی در سال‌های ۲۰۱۰–۲۰۰۹ در انگلستان، ویگان به ایالات متحده آمریکا سفر کرد.
ویگان اثر الماس ژوبیلی الیزابت دوم را با ساختن پرتره ملکه بر روی یک دانه قهوه خلق کرد. او توضیح داد که این کار کمی چالش‌برانگیز بوده زیرا، دانه قهوه خرد می‌شود و در وسط نیز توخالی است.
کتابخانه بیرمنگام آثاری را در سال ۲۰۱۵ به نمایش گذاشت. در سال ۲۰۱۰ بی‌بی‌سی گزارش کرد که ویگان نمونه ای از کلیسای سنت بارتولو میو در چوسن هیل، گلوسسترشاین را بر روی دانه ای شن که از حیاط همان کلیسا به دست آورده ساخته‌است. او این کار را به دلیل چالش دوست دخترش انجام داد که بعد از اتمام کار، کارش را «فوق‌العاده» توصیف کرد. قائم مقام کلیسا نیز، کار ویلارد را زیبا توصیف کرد، اما ویلارد کارش را چنین توصیف کرد که «کوچک‌ترین چیزی است که شما تا به حال دیده‌اید، ولی این کار هنوز بهترین من نیست، من این را حتی از الان هم کوچکتر می‌کنم من کاملاً از این راضی نیستم به اندازه کافی کوچک نیست، خیلی بزرگ است».